# Chronoxyle

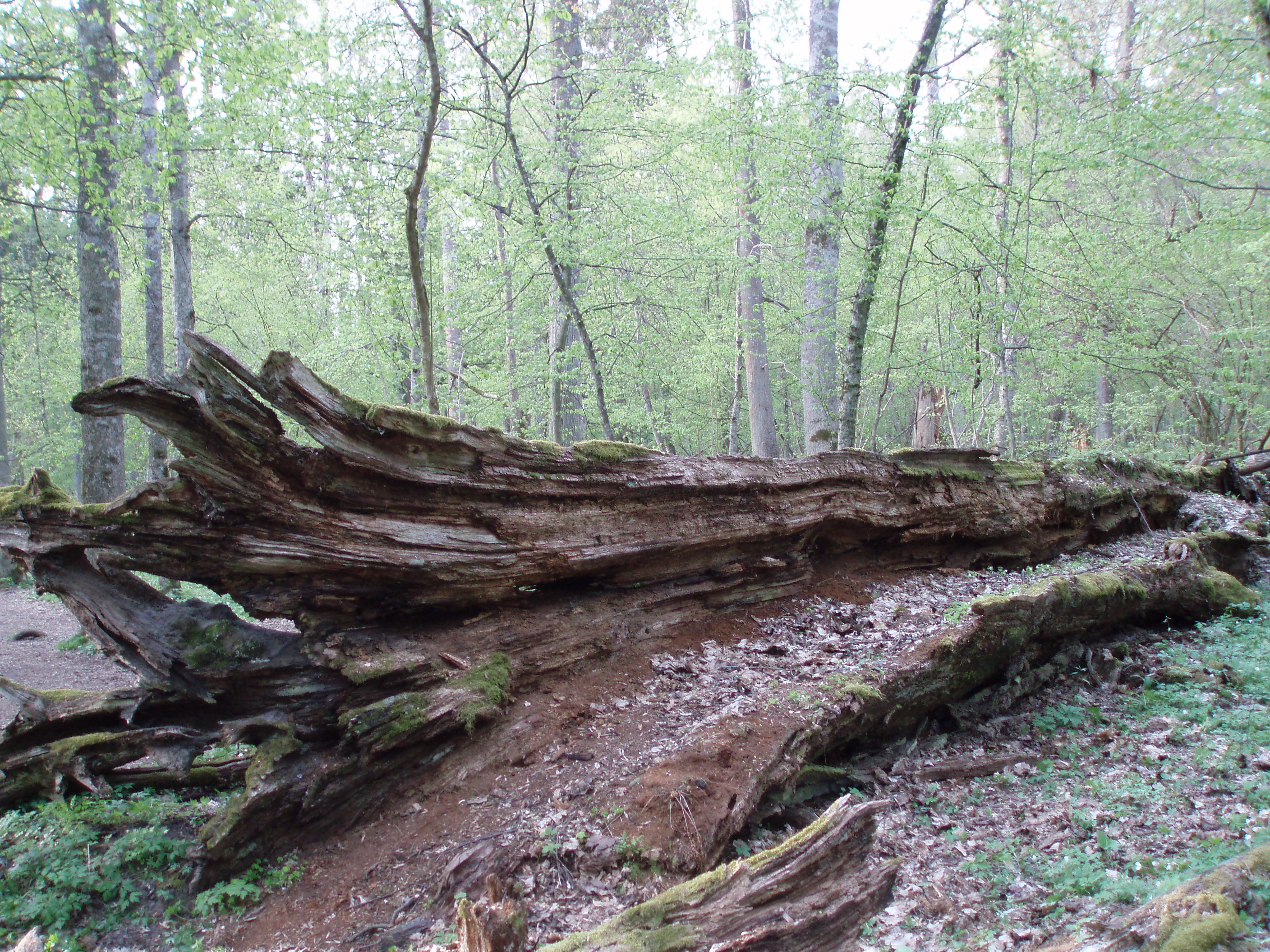
Le bois mort est naturellement très présent dans les forêts primaires (jusqu'à 1/3 de masse de bois), ici à Białowieża (Pologne)

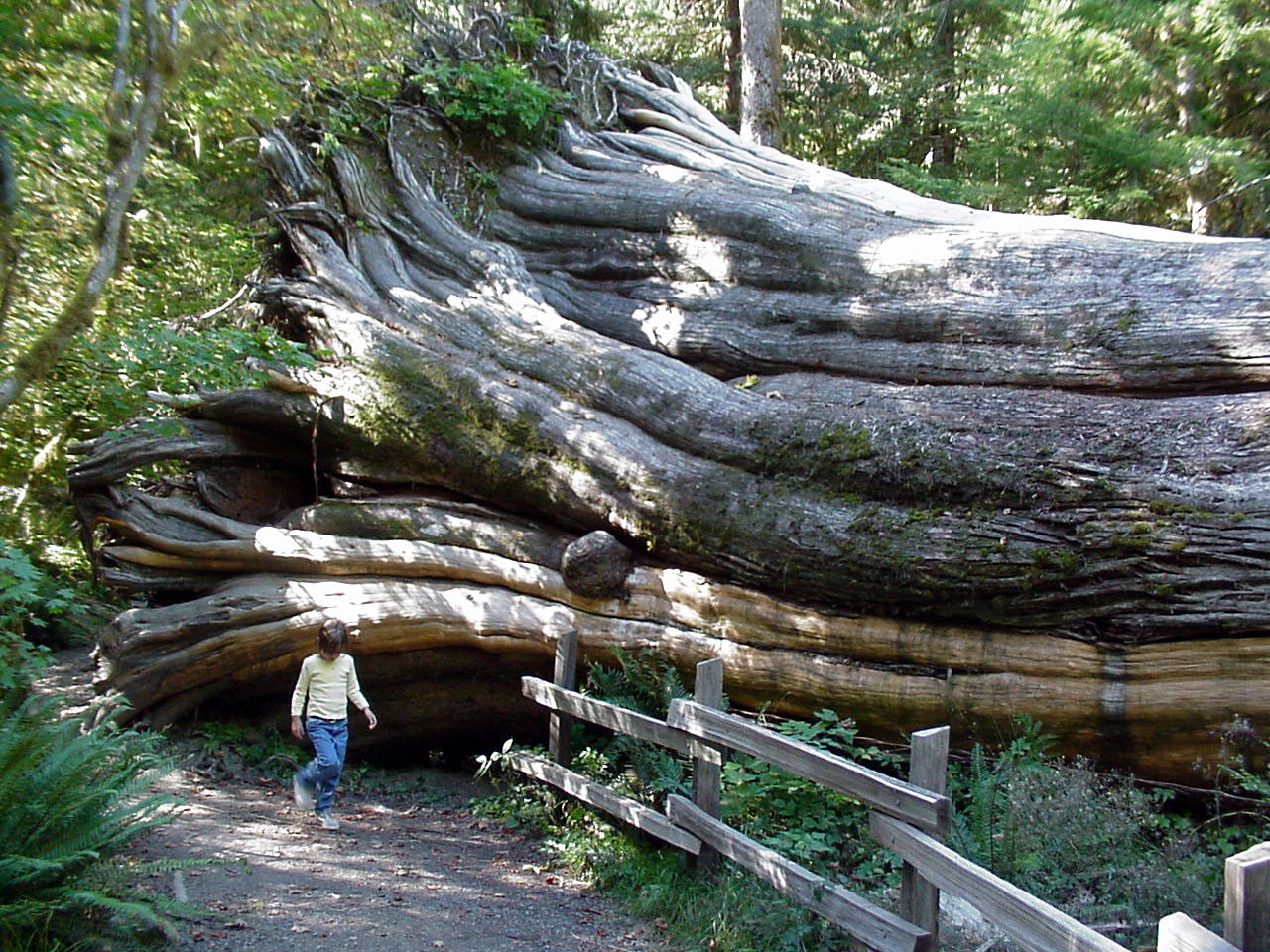
Les très gros bois mort ne gèlent pas à cœur. Pour cette raison, ils abritent des espèces particulières. Ils pourront durant des siècles nourrir des milliers de tonnes d'organismes saproxylophages ou consommateurs de saproxylophages.

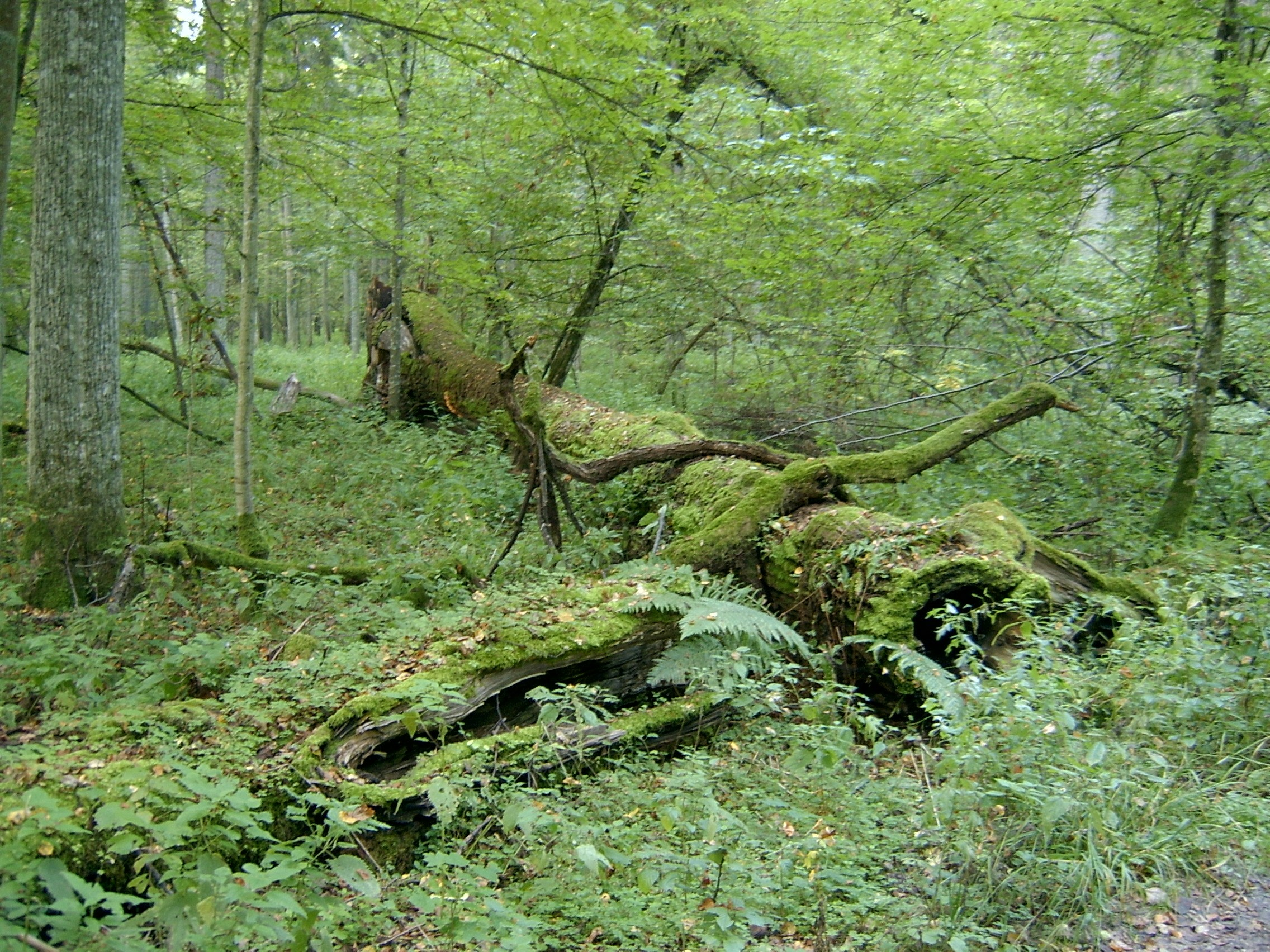
Dans une forêt primaire tempérée, 30 % du bois naturellement présent est mort.

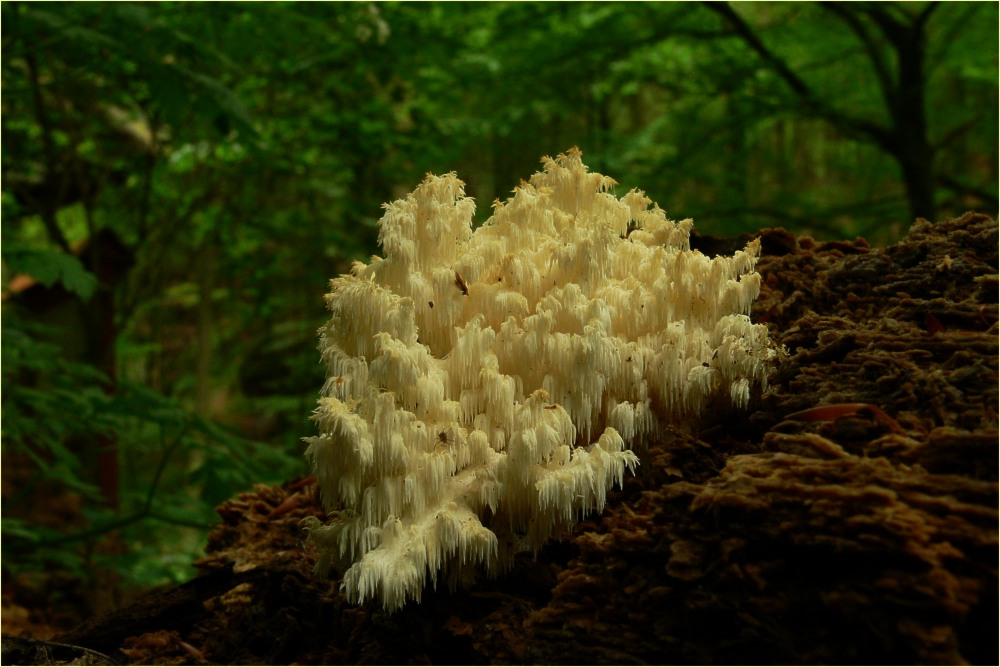
De très nombreux champignons dépendent du bois mort (ici : Hericium coralloides)

Le mot chronoxyle, ou l'expression monolithe de bois mort, est un néologisme qui désigne : 
- soit de gros et vieux arbres morts ou moribonds, qu’on laisse se décomposer sur pied, souvent après les avoir « mis en sécurité ».
- soit des pièces de bois agencées et conservées de telle sorte qu’elles constituent au fur et à mesure de leur décomposition une succession d'habitats susceptibles d’abriter la diversité des communautés d’espèces saproxyliques (qui consomment le bois mort ou vivent dessus en épiphytes) et qui sont en forte régression dans les forêts où la sylviculture ne laisse plus que peu de place pour les arbres anciens et les gros bois morts.

Les chronoxyles visent pour des raisons pédagogiques, scientifiques ou de protection de la nature à compenser la régression des gros bois morts dans les forêts, dans des espaces boisés, espaces en cours de boisement ou à proximité de tels espaces. S’ils sont reconstitués, ils doivent donc être composés de bois sans pesticides et si possible provenant d’arbres ayant poussé dans un lieu épargné par les polluants rémanents (plomb, mercure, sel, etc.).  
Ils peuvent néanmoins avoir une vocation secondaire artistique, en tant que signal, totem, ou œuvre d'art si le bois est sculpté.
La plupart des chronoxyles aujourd'hui constitués l'ont été pour des raisons prioritairement pédagogiques et d'études scientifiques, plus que comme réel outil de conservation de la nature. Ils permettent par exemple à des dizaines de générations d'élèves de suivre et étudier sur un même lieu l’avancée de la décomposition et d’en étudier les acteurs (bactéries, champignons, insectes, etc.). Ils peuvent constituer une mesure compensatoire et/ou conservatoire proposée en atténuation de l'impact de la destruction de boisements, ou du manque de bois mort induit par une exploitation intensive de la forêt par exemple dans le cadre d'une écocertification forestière de type FSC, ou simplement être associés à une démarche HQE (du type « Quinzième cible HQE »).
Les données acquises dans l'étude du bois-mort montrent que la conservation durable des associations saproxyliques (faune, bactéries, fonge du bois-mort dépend de la connectivité des morceaux de bois morts. En l’absence d’arbres sénescents proches - avant qu’un monolithe de bois ne soit décomposé, un apport périodique de bois-mort peut permettre la conservation de populations saproxyliques caractéristiques des différents stades de décomposition du bois. 

## Intérêt pour la biodiversité
Les vieux-bois (de 100 ans à 500 ans et plus selon les essences) que sont les arbres sénescents, comme les bois-morts encore debout ou couchés au sol ont un intérêt écologique majeur pour la biodiversité : 
- en tant qu'habitat irremplaçable pour une multitude d'invertébrés, communautés fongo-bactériennes[3], oiseaux, mammifères (dont chauve-souris), reptiles et amphibiens ;
- en tant que source (directe ou indirecte) de nourriture pour ces espèces, et indirectement pour leurs prédateurs ;
- en tant qu'élément important du cycle du carbone dans l'écosystème forestier, et source d'humus.

La sylviculture durable commence à intégrer la protection ou réintroduire d'une quantité minimale de bois-mort dans les forêts. Des zones de réserve naturelle intégrale permettent de les protéger, mais le caractère fragmenté et l'insularisation écologique de nombreux boisements et forêts  rend ces mesures très insuffisantes pour l'entretien d'une biodiversité importante chez les communautés saproxyliques. C'est pourquoi certaines villes développent aussi une stratégie de réintroduction très significative de bois-mort dans leurs grands parcs urbains (ex : Lille en France) qui a - notamment pour cette raison - obtenu un label de gestion écologique « Espaces verts écologiques » délivré par Ecocert en 2007). Les arboristes tendent également à intégrer ce thème, avec une notion de « Haute qualité arboricole » proposée à Nantes au Colloque Arbre et développement durable.

## Types de Chronoxyles

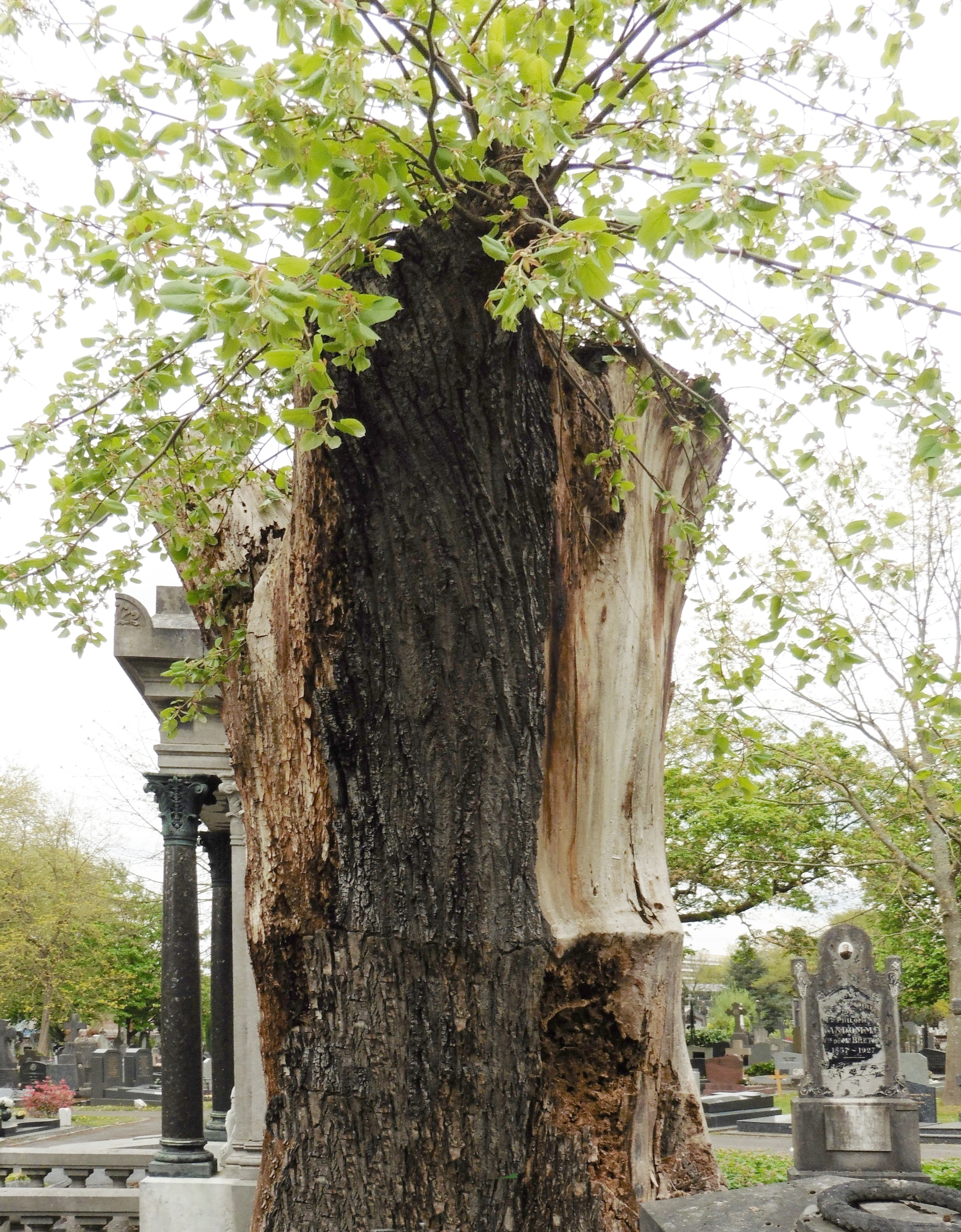
Chronoxyle Chandelle naturelle du cimetière de l'Est (Lille)

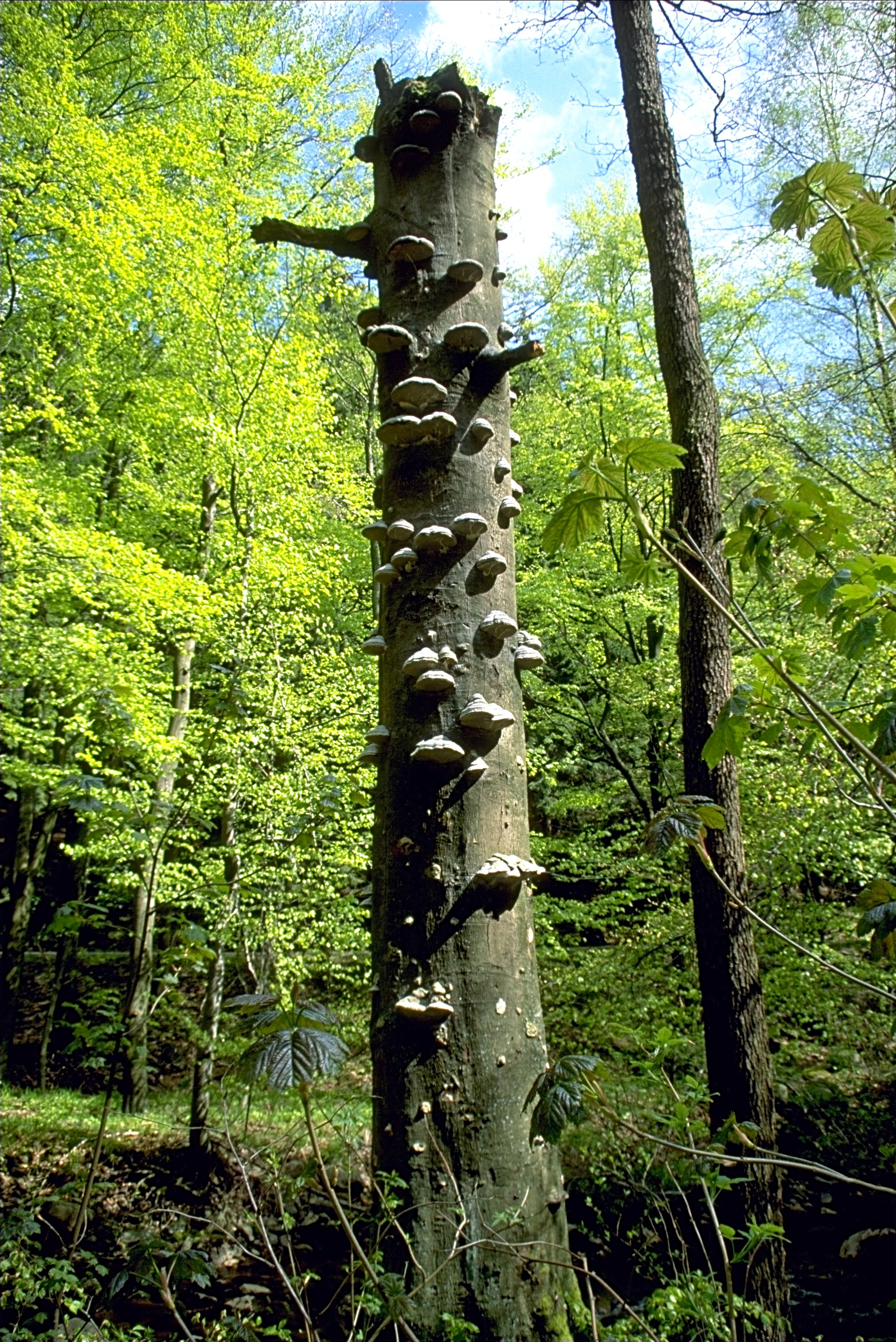
La modélisation mathématique des flux d'air sur un tronc garni de champignons de ce type laisse penser qu'ils contribuent significativement à augmenter la résistance au vent des « chandelles » de bois mort dont ils se nourrissent. On a songé à reproduire de telles formes sur des cheminées industrielles pour augmenter leur résistance aux tempêtes.

Différents types de chronoxyles / Monolithes existent :
- Il s'agit généralement de formes en «Totems» (troncs plus ou moins ébranchés de 3 à 12 m de haut) ;
- « Chandelle » naturelle, in situ, debout sur ses racines, éventuellement mise en sécurité, voire, comme sur la photo ci-contre à gauche, retaillée de manière à imiter une cassure ou blessure due à l'âge, une tempête ou à la foudre afin d'en faciliter la colonisation[6] (ici à Lille, dans le Jardin Vauban, en 2006) ;
- In situ, replantés debout (pour les sections longues) ou posés au sol, ou isolés du sol ;
- Ex situ, déplacés dans un endroit où ils ne gêneront personne ;
- Des troncs imposants cassés ou tronçonnés et posés au sol, éventuellement semi-enterrés ou partiellement dans l’eau, éventuellement reconstitués à partir d’arbres coupés, sur le site même ou non ;
- Il peut enfin s’agir d’une sculpture, ayant un intérêt esthétique ou décoratif, mais néanmoins destinée à être dégradée par la faune et flore saproxyliques qui achèveront de la sculpter jusqu’à la désintégrer en humus. Ceci implique qu'il n'y ait pas de traitement conservateur appliqué sur le bois.

## Sécurité

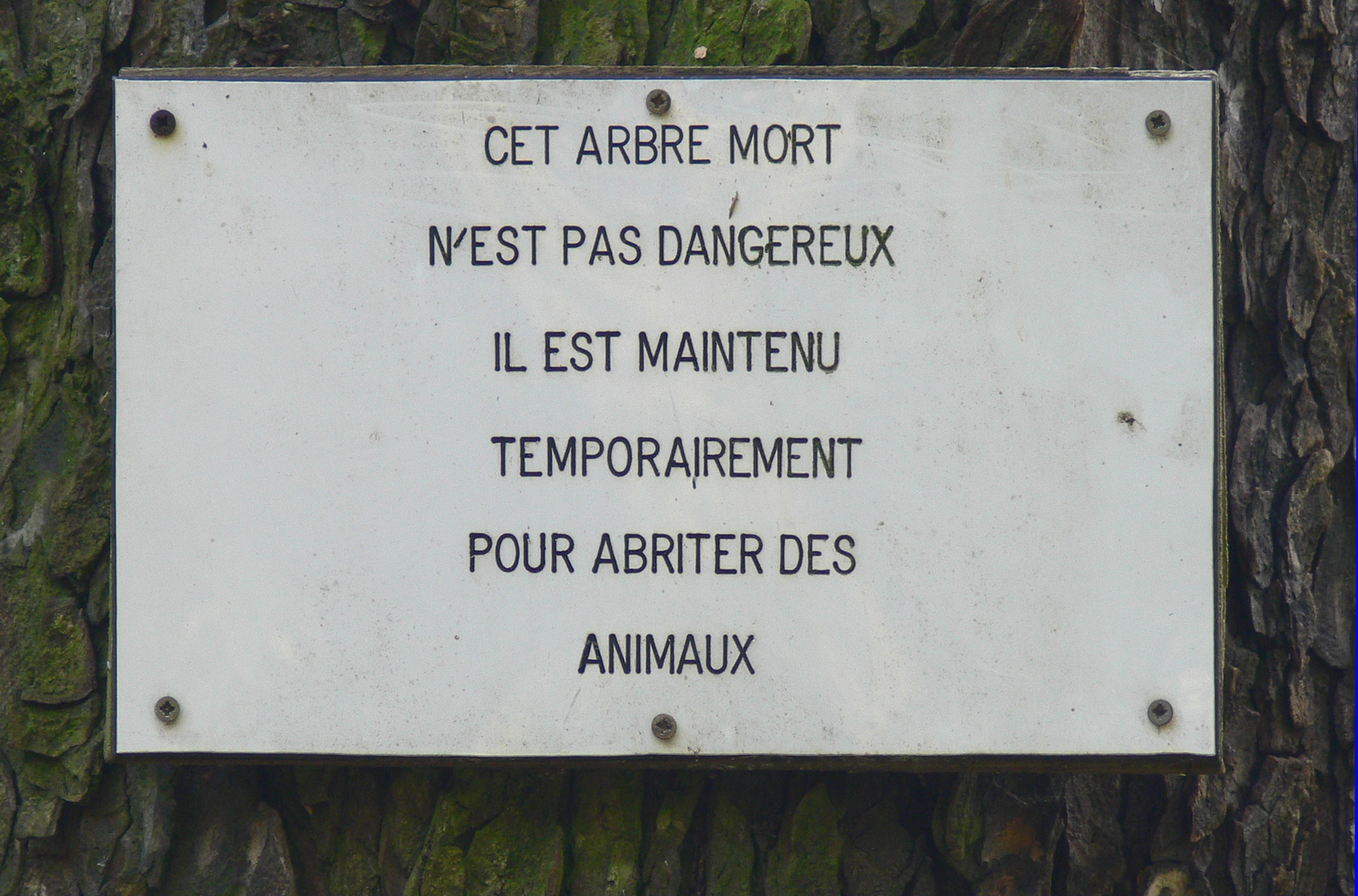
Ce panneau signale au public que les grands arbres morts conservés par la municipalité pour permettre la survie des champignons, invertébrés, oiseaux, chauve-souris qui dépendent du bois mort, ont préalablement été mis en sécurité, et qu'ils sont surveillés). (Ici dans le Jardin Vauban, près du centre de Lille (Nord de la France)

Les collectivités doivent à la fois prendre toutes les mesures raisonnables pour assurer la sécurité des passants, et protéger les habitats d'espèces protégées (dont le bois mort ou sénescent nécessaire à la survie de nombreux invertébrés et vertébrés protégés) ; deux objectifs qui semblent parfois contradictoires. Un arbre mort debout, même émondé (ébranché) présente au fur et à mesure de sa décomposition un risque croissant de chute en cas de tempête. Un tronc ancien peut s'effondrer sur lui-même. C'est pourquoi il est recommandé de signaler et suivre les arbres morts et chronoxyles situés au bord d'axes de passage. Ils feront l'objet de visites épisodiques et/ou peuvent être signalés par un panneau, voire isolés dans un périmètre de protection (ronces, buissons denses ou épineux, ou zone délimitée par un marquage de sécurité). Si le risque est jugé trop élevé, le tronc peut être coupé ou couché au sol où il achèvera sa décomposition.
Les arbres et troncs anciens et creux peuvent aussi abriter des ruches sauvages ou nids de frelons qui peuvent alors également être signalés au public. Il arrive que des enfants cherchent à y mettre le feu, ou jettent des pétards dans les cavités, ou que par jeu, des promeneurs cherchent à pousser les troncs sur une pente ou dans l'eau. Les troncs isolés couchés à demi enterrés dans le sol restent humides et sont difficiles à déplacer.

## «SOS Invertébrés»

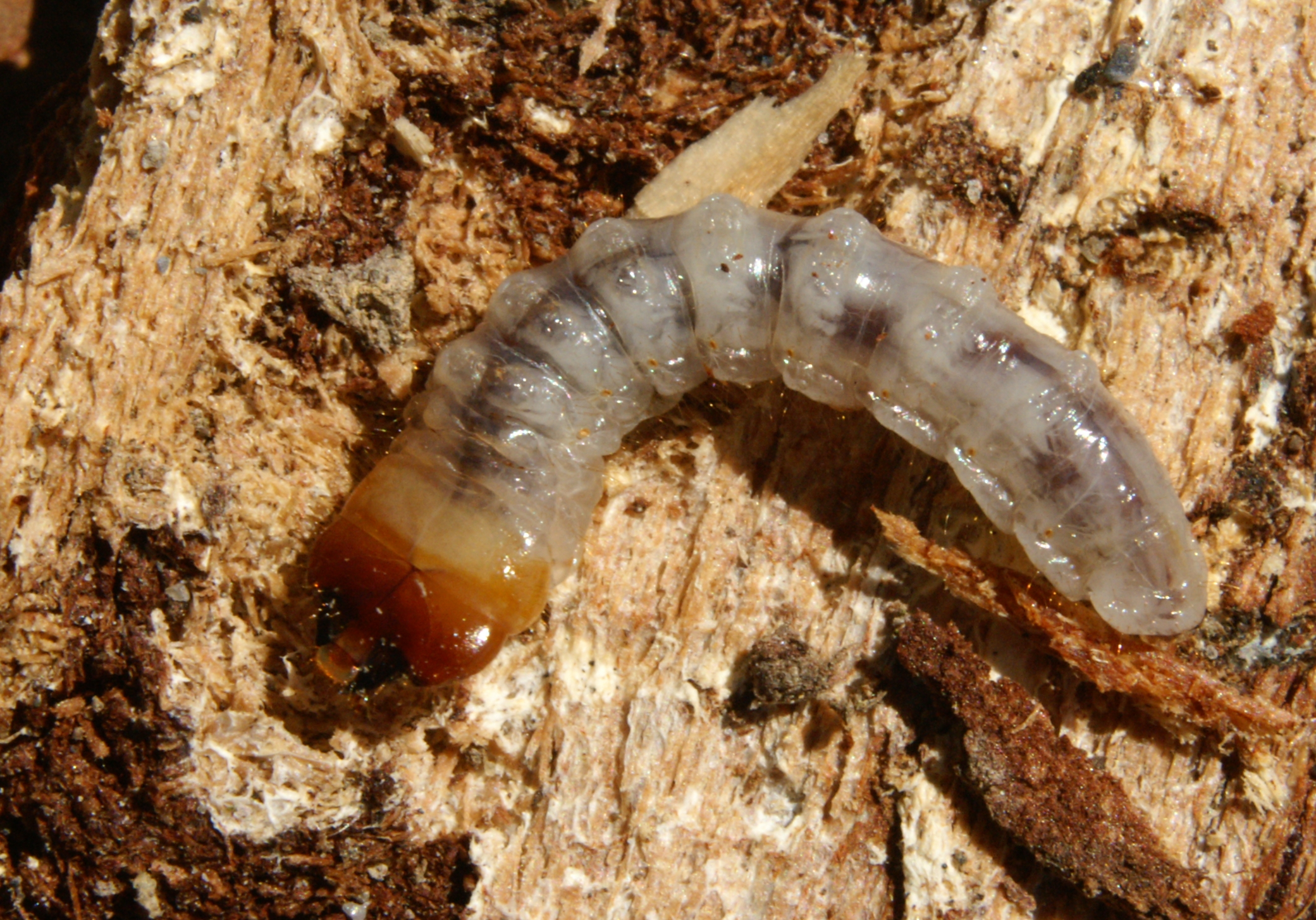
De nombreux invertébrés contribuent au processus de décomposition du bois et de production de l'humus forestier

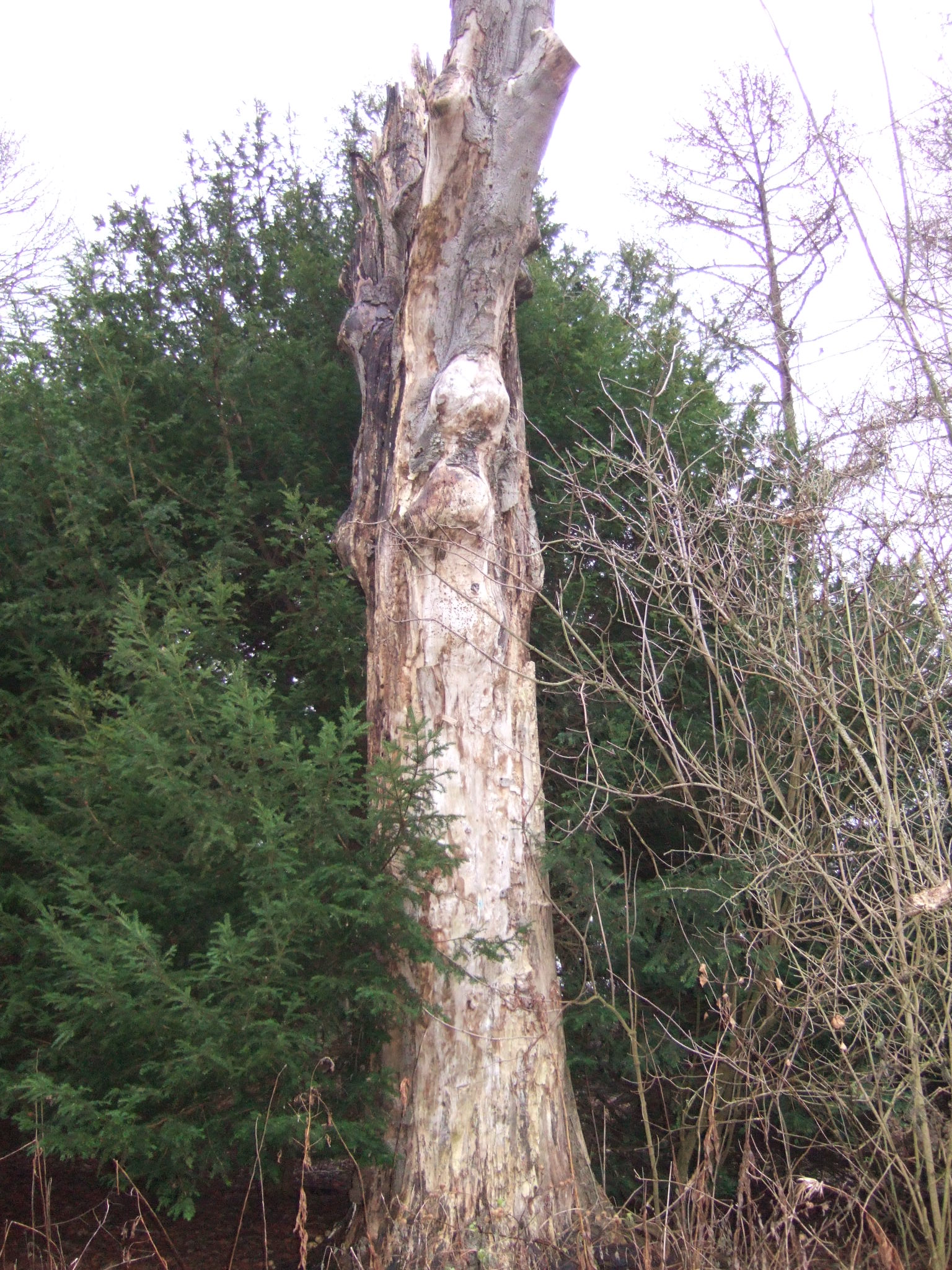
À chaque étage et état de dégradation d'un tronc mort, l'arbre continue d'abriter et de nourrir une faune considérable, qui contribue au bon recyclage de la matière organique

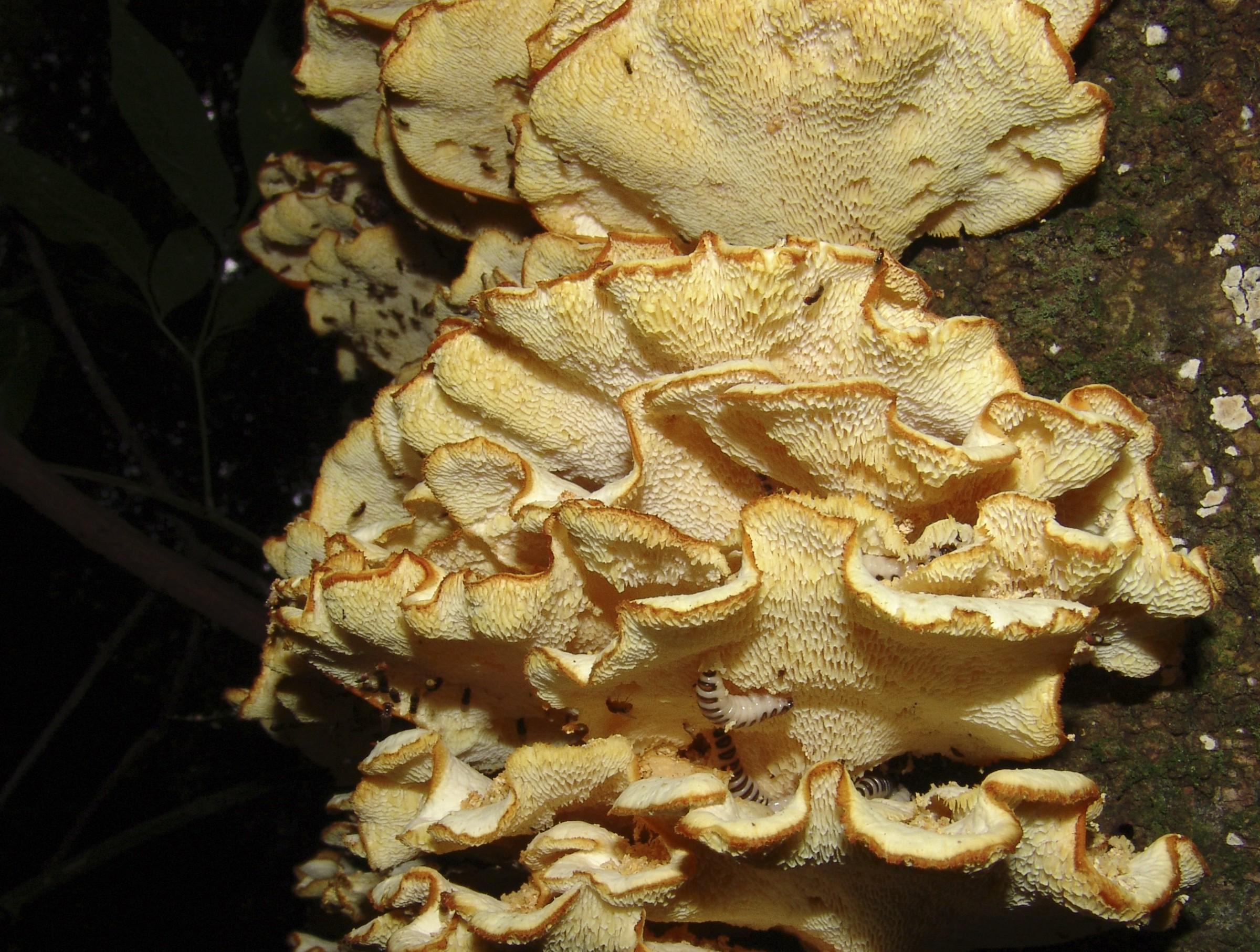
Les champignons qui consomment le bois mort sont eux-mêmes consommés par des invertébrés (ici au Brésil)

Les invertébrés sont la majeure partie des espèces et représentent l’essentiel de la biomasse animale sur la terre et dans les eaux douces et marines. Ils comptent aussi parmi les espèces les plus menacées, rappelait déjà le Conseil de l'Europe en 1986, en demandant aux états membres d’identifier et protéger un réseau de vieilles forêts riches en bois mort.  Ces forêts sont en effet primordiales pour la survie des espèces saproxyliques (qui dégradent le bois mort et s’en nourrissent en produisant une partie essentielle de l’humus forestier).
Les espèces (animales, fongiques et végétales) inféodée à la présence de bois mort comptent parmi les plus menacées et notamment les invertébrés. Les principales causes de leur disparition sont la disparition des forêts anciennes naturellement riches en bois mort, et la disparition du bois mort sur d’immenses espaces urbanisés ou cultivés en Europe, et peut-être aussi la pollution globale de la biosphère par les pesticides.
En climat tempéré, dans une forêt naturelle mature, « vierge » d’exploitation ; 30 % environ du bois est mort. Et chaque tonne de ce bois mort nourrit plusieurs tonnes d’animaux, de champignons, de bactéries qui étaient à l’origine des riches sols forestiers conquis par l’agriculture.
Comment aider ces espèces à survivre, alors que leur habitat disparaît ou a disparu, et qu’il faut de 200 à 600 ans pour produire les arbres qui leur conviendraient le mieux ?
Les Chronoxyles ou monolithes (monoliths en anglais) sont un des moyens originaux de sauver les invertébrés saproxyliques et leurs prédateurs, en leur offrant un habitat provisoire de substitution, en attendant que dans les forêts, les haies, les jardins, on réapprenne à conserver du bois mort.

## Décomposition des chronoxyles
Selon la taille, le volume et la nature du chronoxyle, selon qu’il présente ou non des fentes, caries, trous facilitant l’entrée des décomposeurs, la dessiccation ralentira plus ou moins le processus de décomposition, surtout si le monolithe est isolé et exposé au soleil et au vent.
Par exemple, dans le secteur boisé du parc de Windsor un monolithe de chêne est demeuré debout durant plus de 55 ans, alors qu'un monolithe voisin de hêtre s’est effondré après seulement 15 ans
Le processus de décomposition peut être ralenti par la coupe des branches ou moignons de branches, permettant une durée de vie de plusieurs décennies à plusieurs siècles pour certains bois durs, et évitant pour les plus gros troncs que ceux-ci ne cassent sous l’effet du vent. En condition fraîche et humide, le monolithe abrite d’autres espèces, qui voient également leur habitat se réduire. 
Il faut aussi si possible conserver les branches, les souches et racines car différentes espèces vivent dans les bois et racines de différents diamètres, et elles seront différentes selon le climat et microclimat. 
Des inspections régulières de la base du tronc, des racines, particulièrement après les tempêtes, après les longues périodes de pluie et/ou de gel permettent de prévenir les risques.
Avant que le monolithe ne risque de tomber, on le couche au sol où le travail de décomposition se poursuivra ou on le transporte. Il peut aussi être inaccessible, par exemple dans une cour fermée de musée, d’école, de bibliothèque, d’université, etc. ou protégé par une clôture ou au milieu d’une pièce d’eau (dans un jardin ou au milieu d’une place publique par exemple). 
Une surveillance et surtout beaucoup de pédagogie limiteront la tentation qui semble presque naturelle pour les enfants de faire tomber les plus petits de ces monolithes ou de les incendier en période de sècheresse.
Le monolithe peut faire l’objet d’un suivi scientifique ou par les enfants d’une école durant plusieurs décennies, voire siècles. 
Pour les pièces les plus remarquables, il est peut-être utile de désigner un conservateur qui veillera sur ce coffre fort naturel.
Le caractère esthétique et décoratif des monolithes, véritable sculpture évolutive et vivante peut être mis à profit par les artistes et paysagistes. 

## Aspects culturels

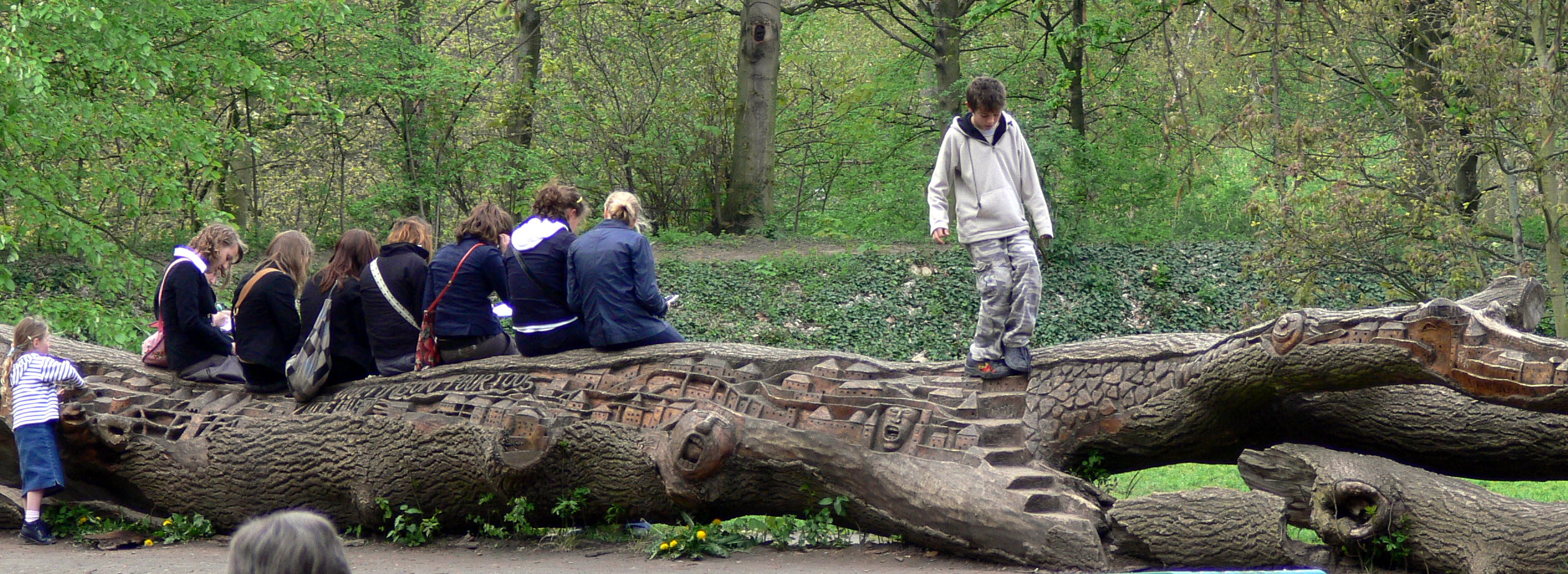
Le tronc d'un arbre coupé parce qu'il menaçait une zone passante a été conservé et sculpté par un artiste. Ces collégiennes anglaises ont préféré s'asseoir sur cette sculpture, plutôt qu'utiliser les nombreux bancs installés à proximité. Ce tronc n'est pas normalement colonisé par les organismes saproxylophages. Lieu : Parc de la citadelle à Lille (Nord de la France)

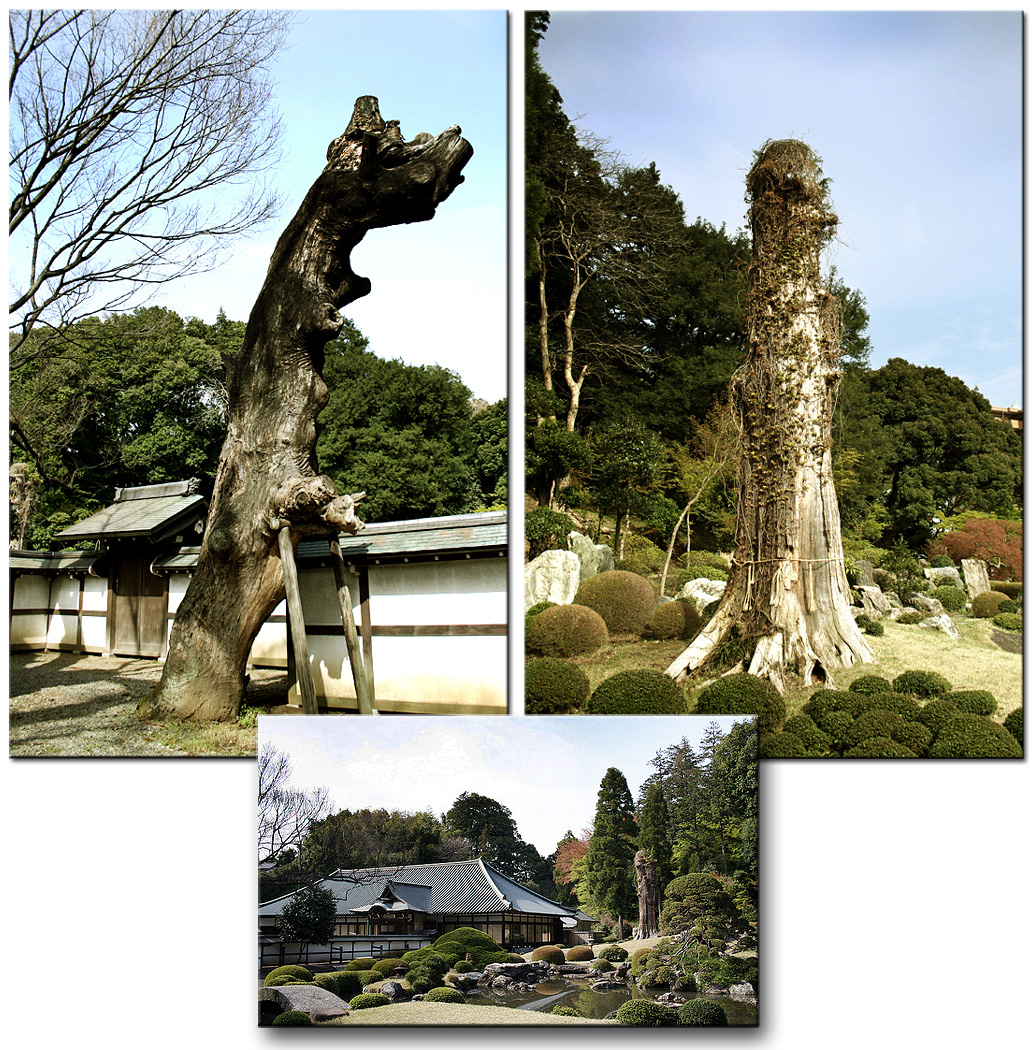

La notion de chronoxyle peut parfois approcher celle d'arbres remarquables, d'arbre vénéré ou respecté pour des raisons historiques, familiales (tombe ou esprit des ancêtres) paysagère ou religieuses. Ci-contre, deux arbres morts, ont été mis en sécurité et conservés dans les jardins de Kagoyamaen (Japon).

## Voir aussi

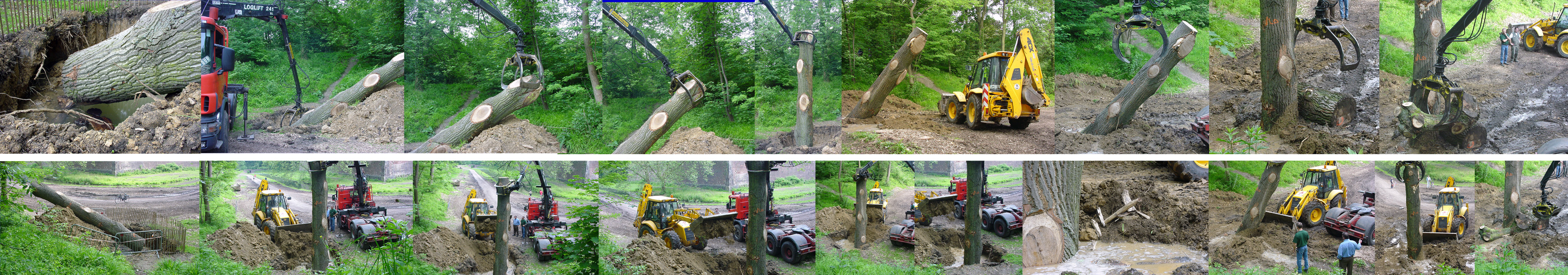
Exemple d'utilisation de troncs de peupliers coupés pour des raisons de sécurité, comme chronoxyles, par la ville de Lille, en 2005, dans le Parc de la Citadelle (environ 30 ha près du centre ville) où une politique plus large de conservation du bois mort est mise en œuvre depuis 2005

## Galerie d'images

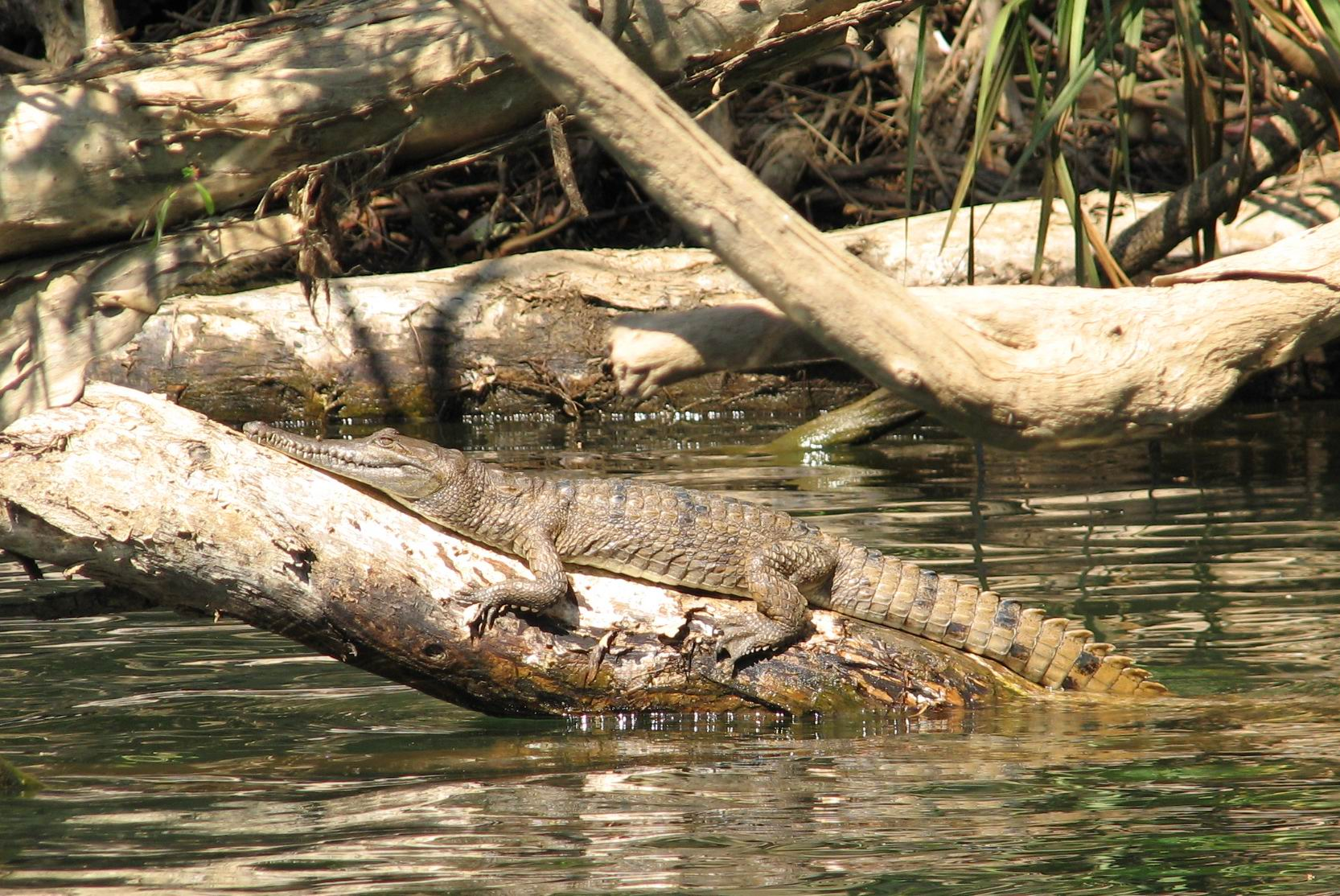
Les troncs couchés dans l'eau offrent des perchoirs et reposoirs aux oiseaux et reptiles aquatiques.
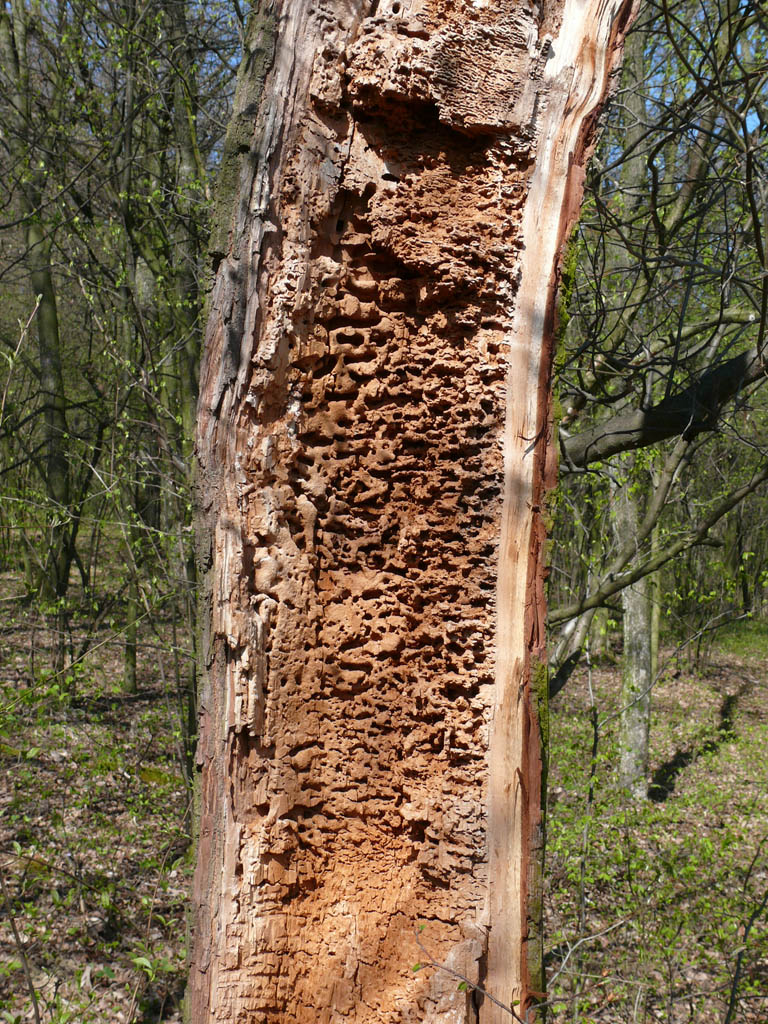
galeries creusées dans le bois mort.
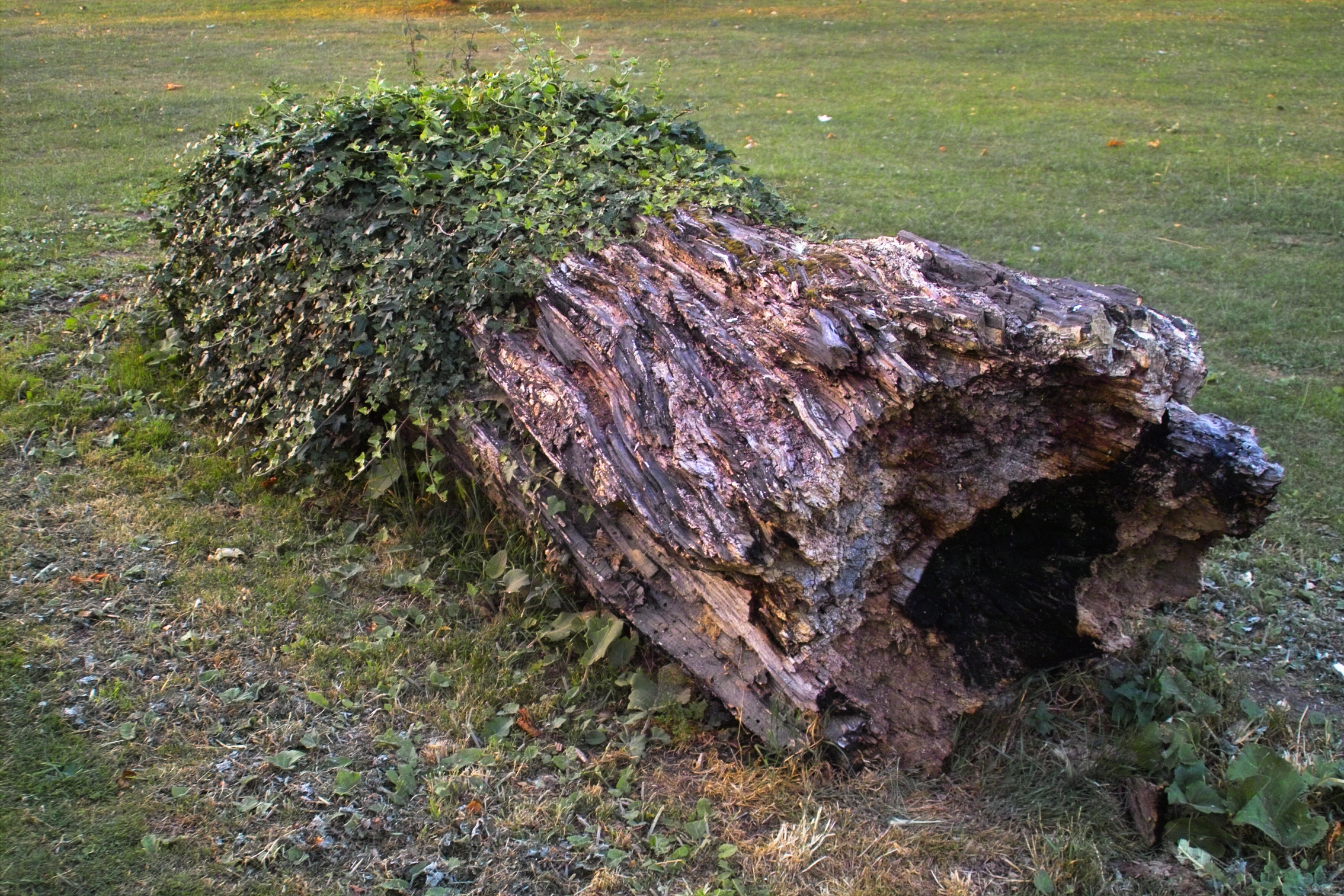
Reste de tronc couché.
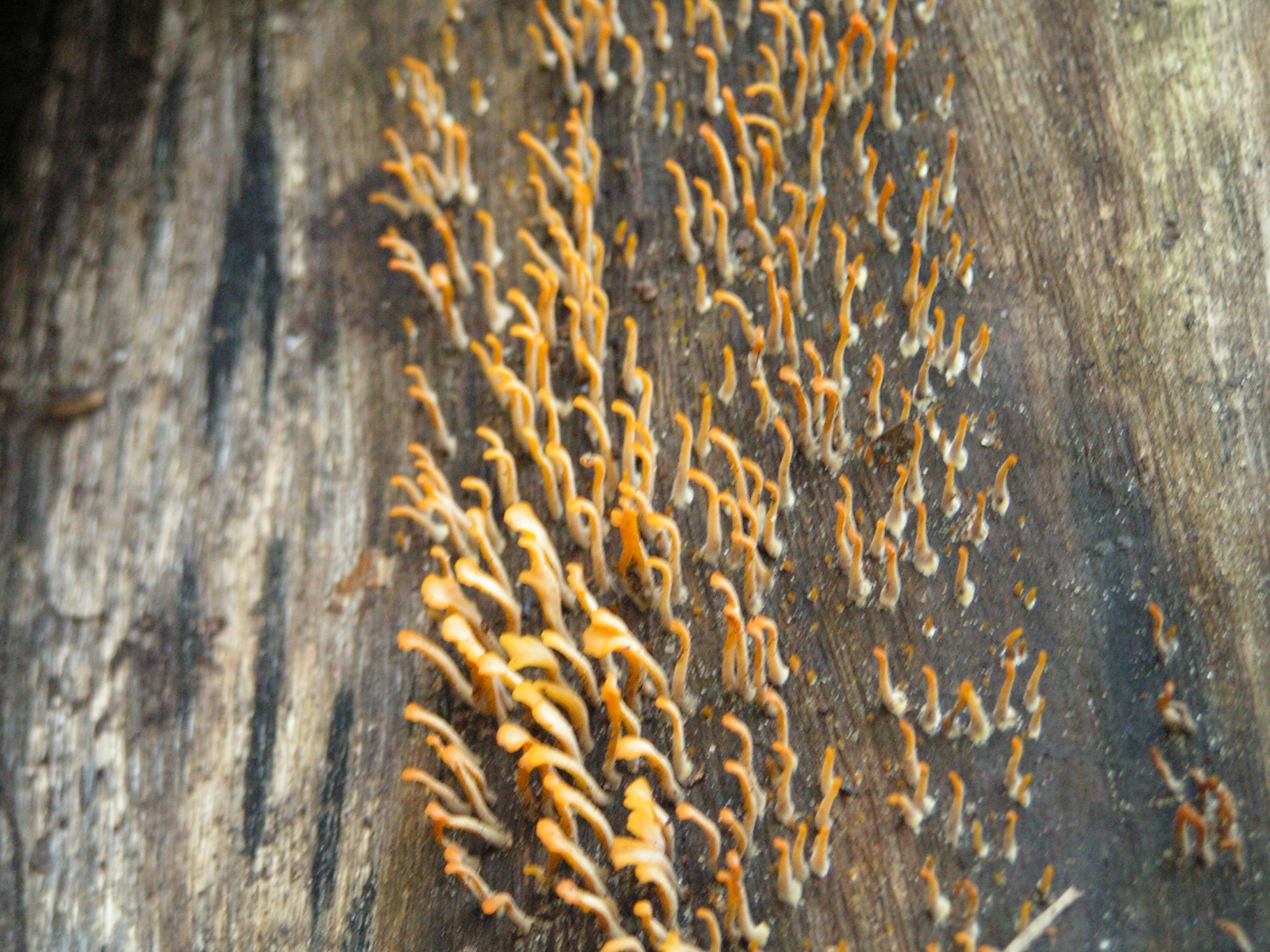
Champignons colonisant la surface d'un tronc.
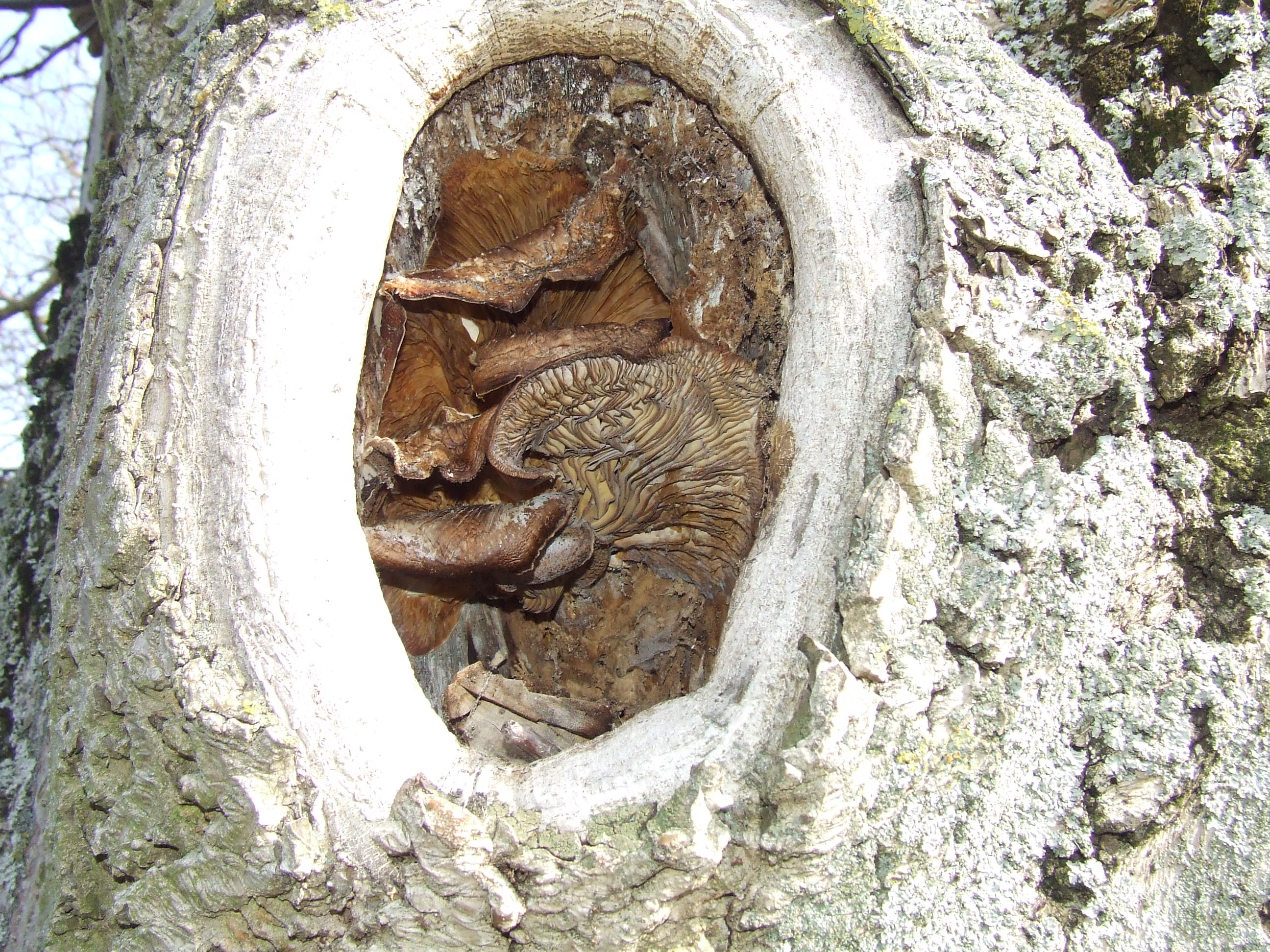
Champignons colonisant l'intérieur d'un arbre sénescent.
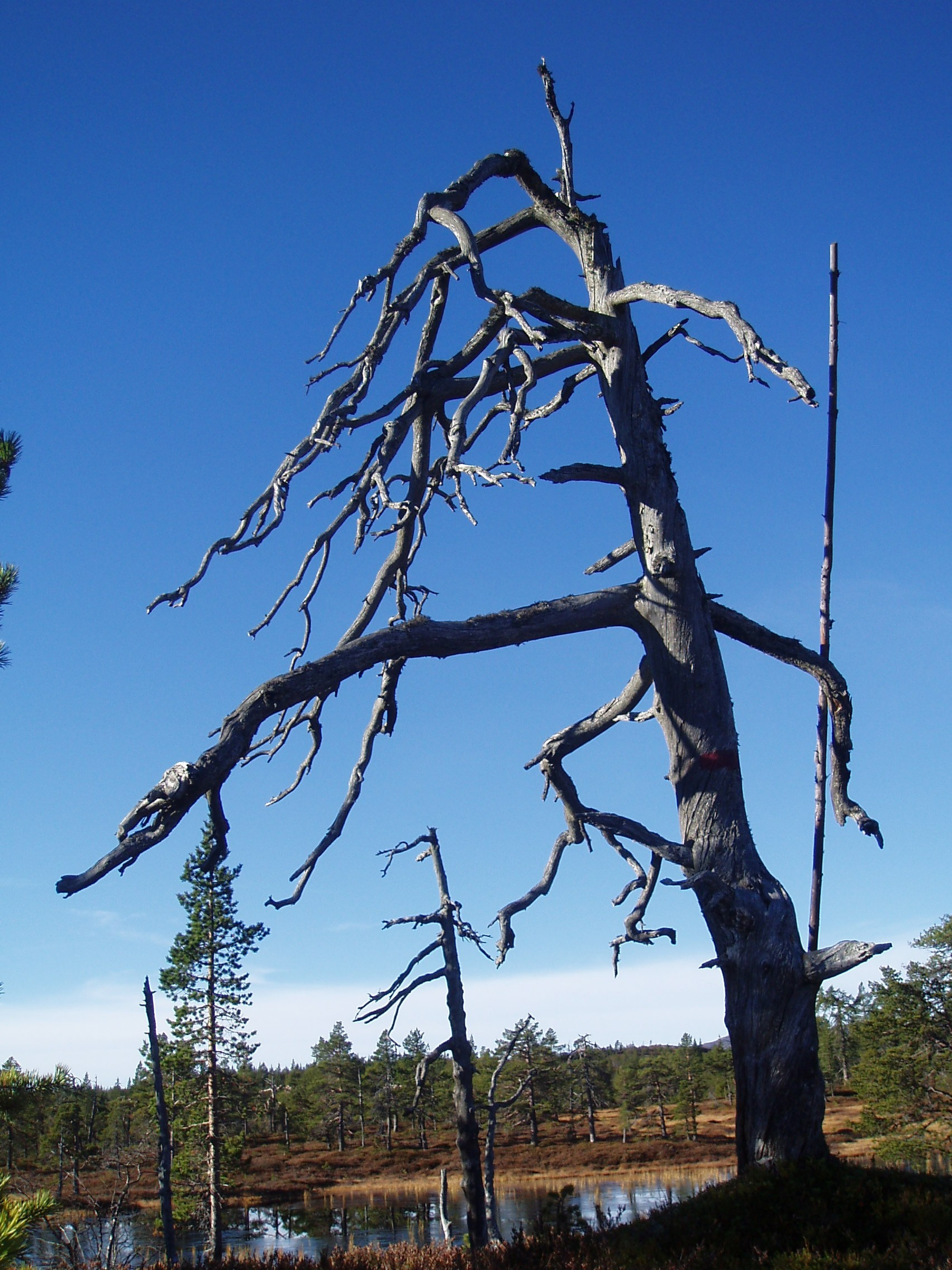
Pinus sylvestris naturellement mort, Montagnes de l'est de la Norvège.
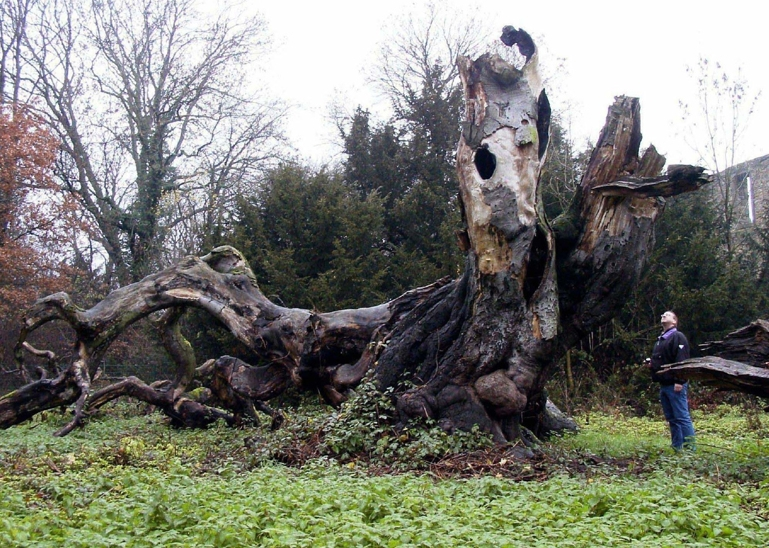
grand hêtre tortueux mort.
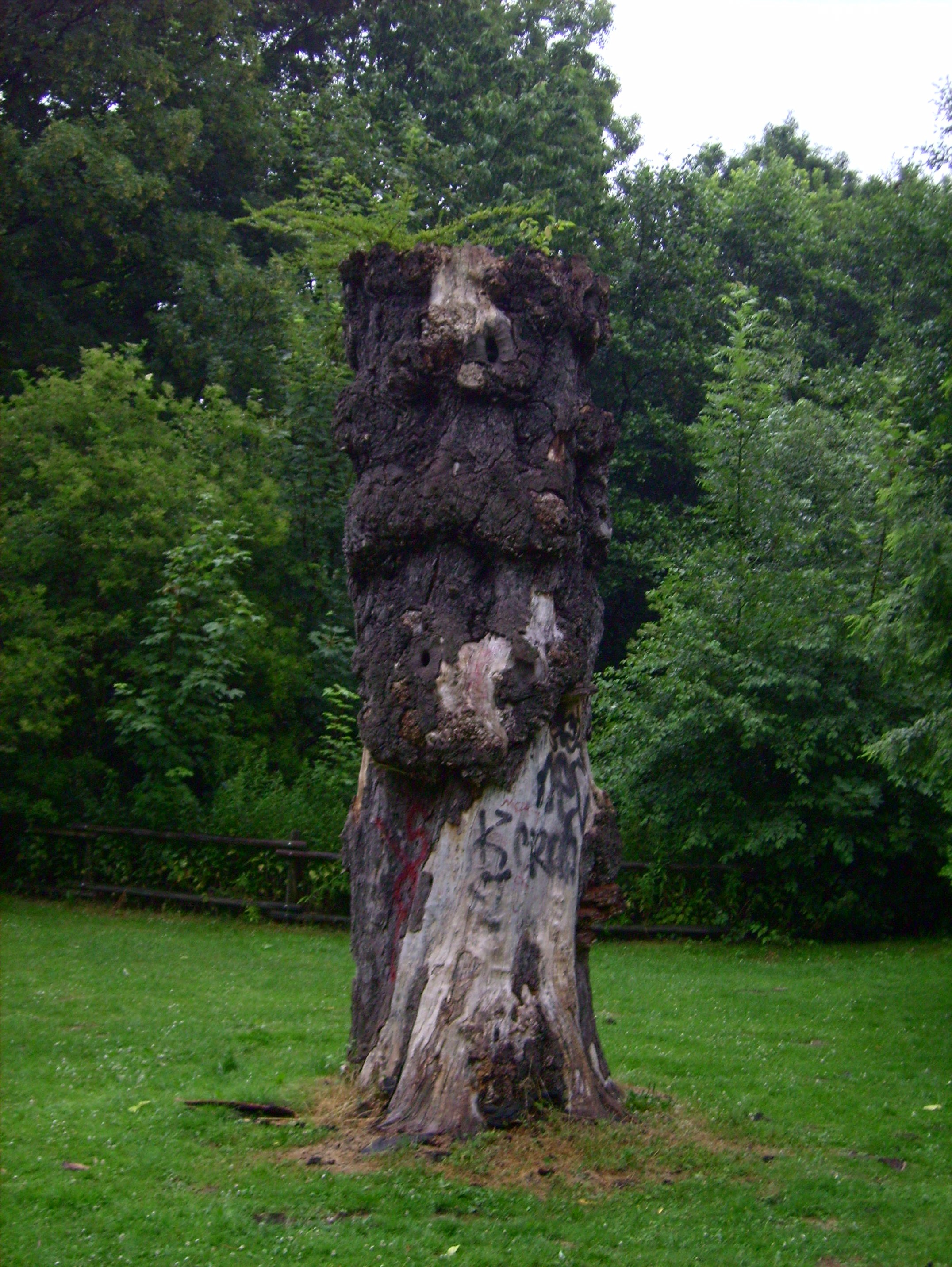
Tronc isolé dans une prairie.
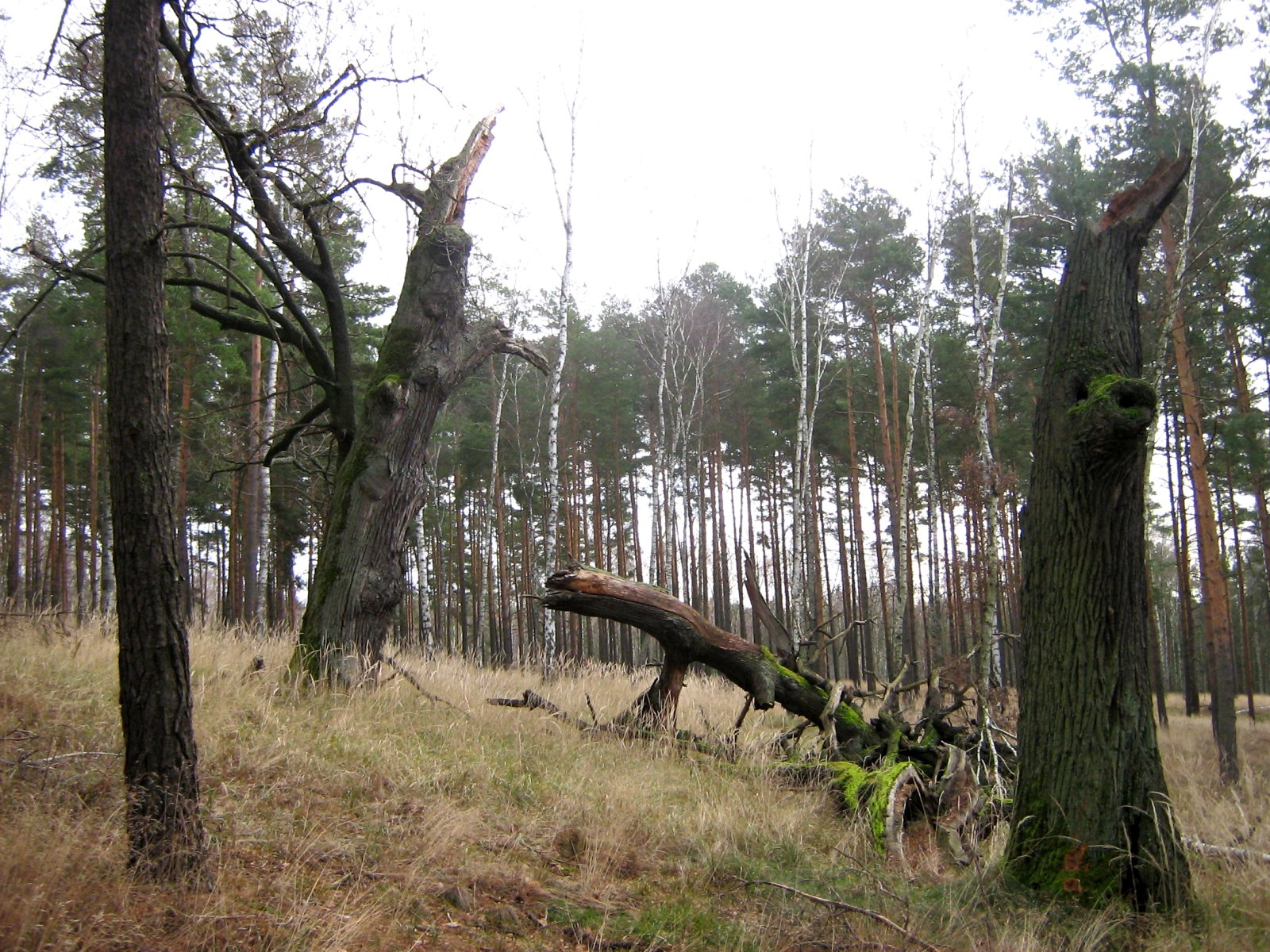
Landkreis Dahme-Spreewald, Brandenburg (Allemagne).
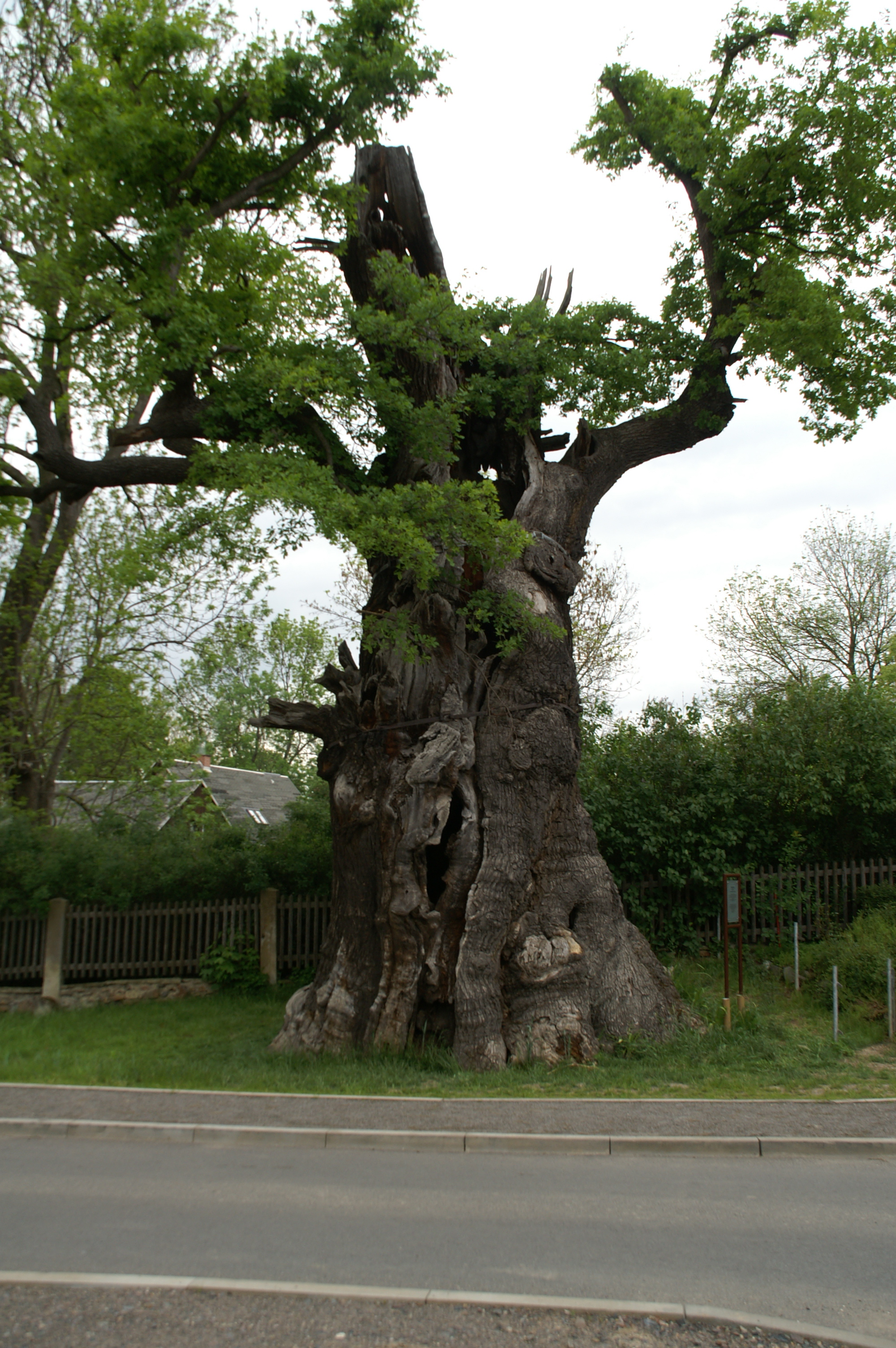
Chêne allemand cerclé, à Noebdenitz.
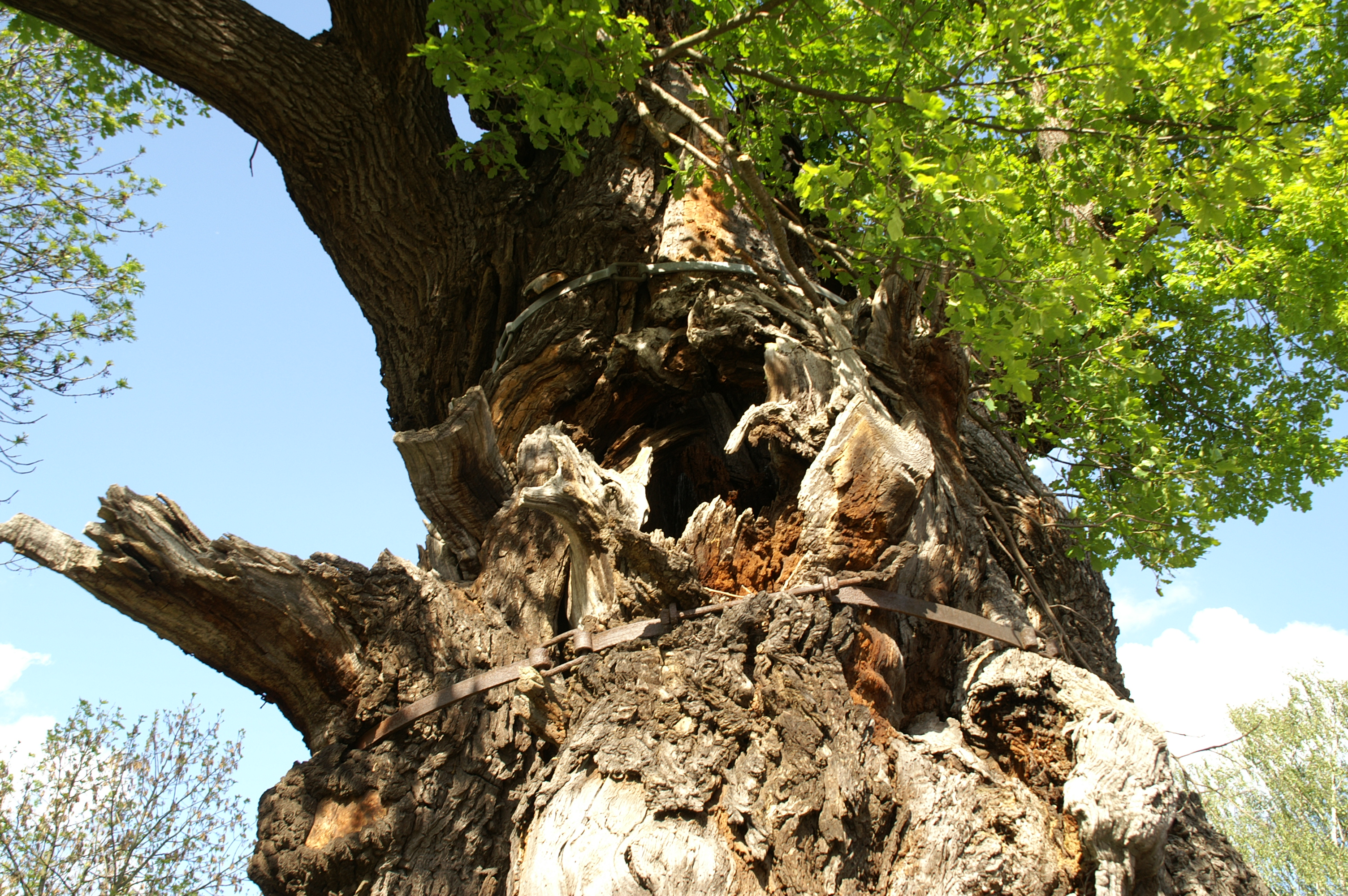
détail du cerclage.
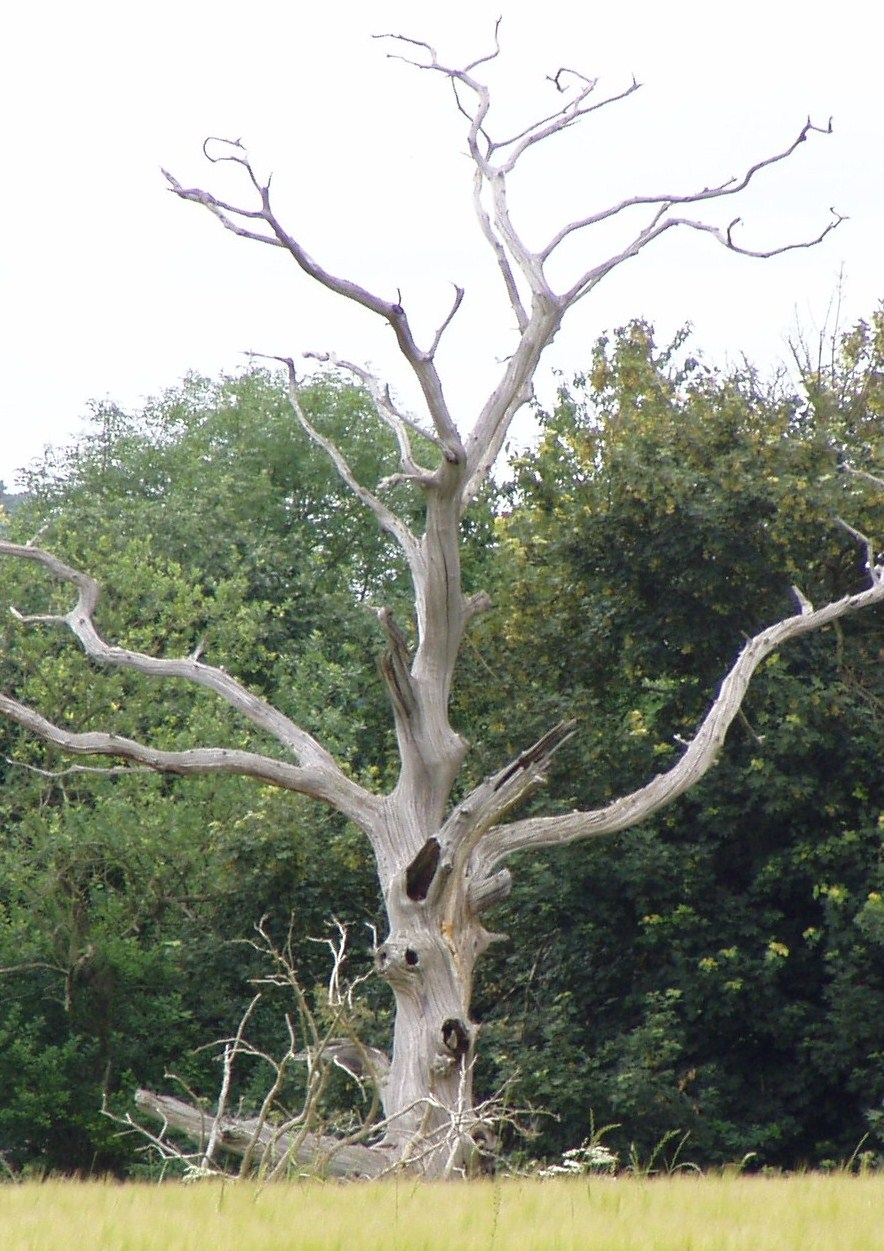
Bois mort et creux, idéal pour certains chauve souris et autres cavernicoles.
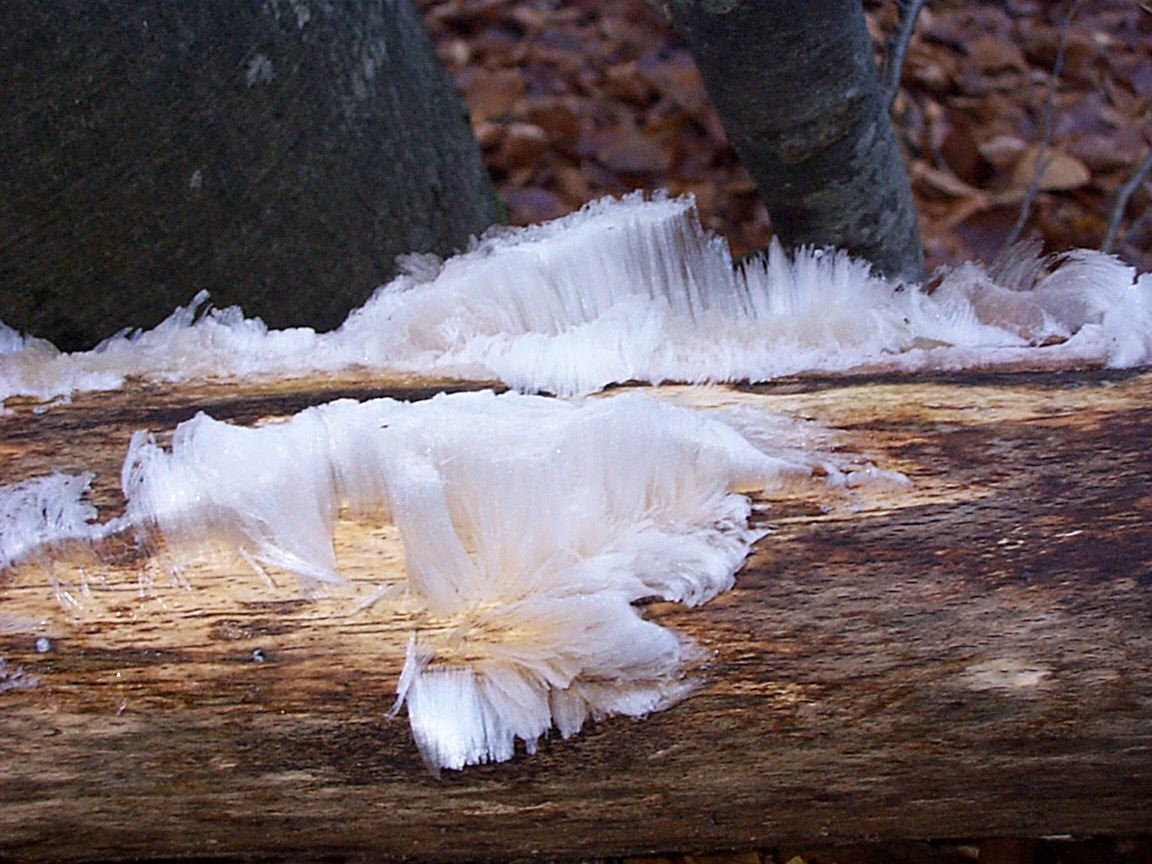
Effet du froid sur bois mort humide (contraction du bois ⇒ l'eau « exprimée » gèle).
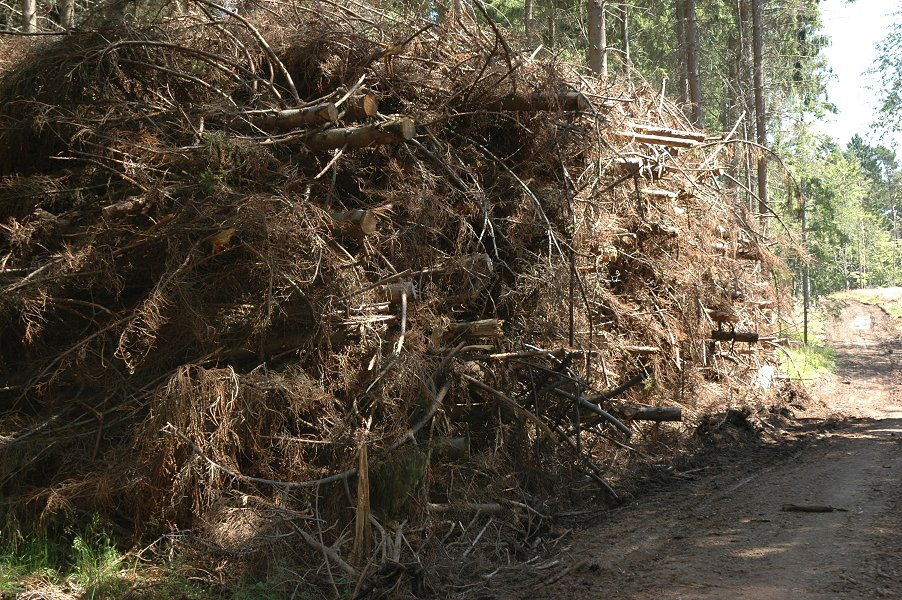
Accumulation de bois mort (résineux).
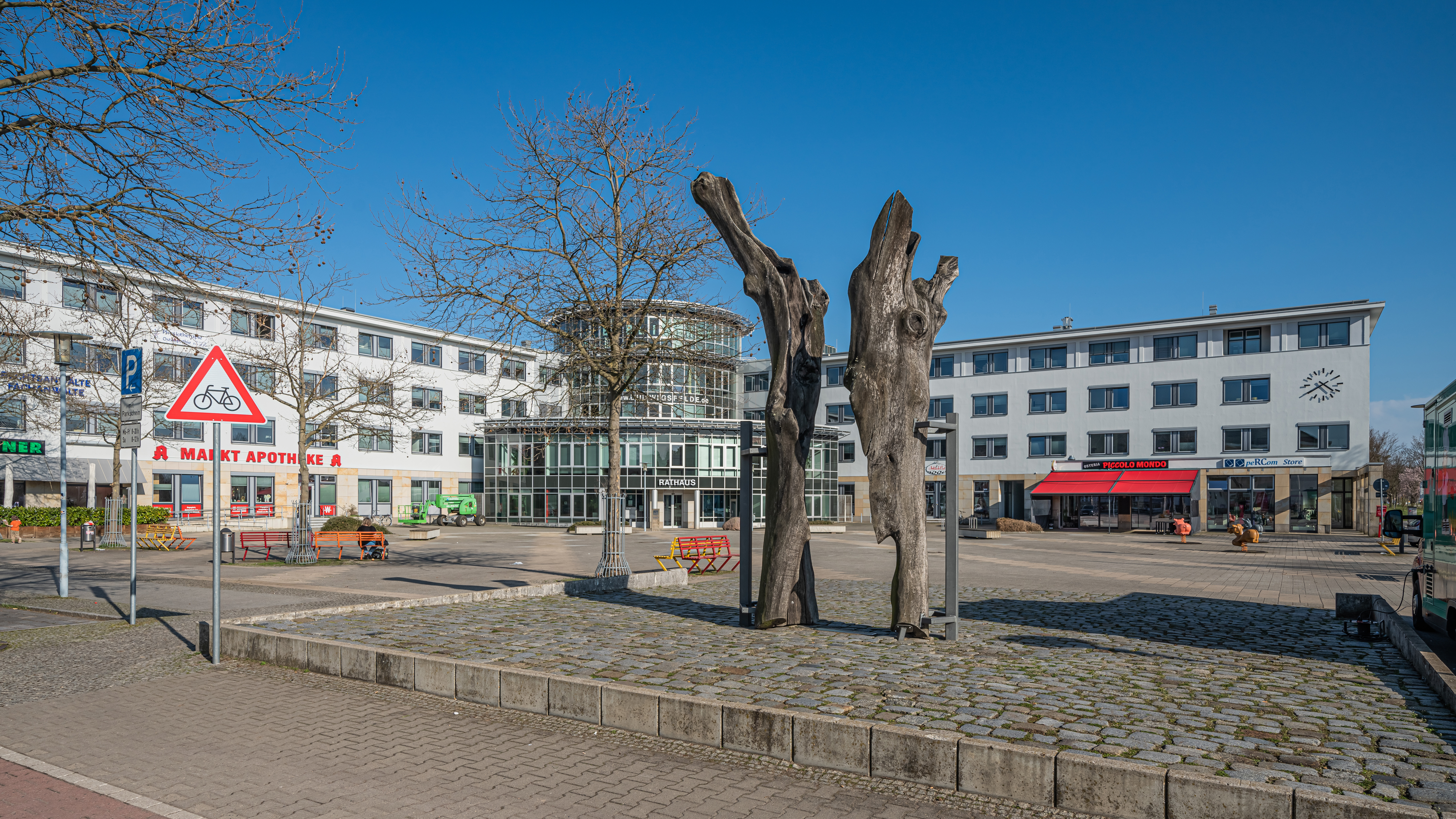
.. en sculpture urbaine (œuvre de Franziska Uhl en 2005).